# Dayville
Dayville is een plaats (town) in de Amerikaanse staat Oregon, en valt bestuurlijk gezien onder Grant County.

## Demografie
Bij de volkstelling in 2000 werd het aantal inwoners vastgesteld op 138. In 2006 is het aantal inwoners door het United States Census Bureau geschat op 120, een daling van 18 (-13,0%).

## Geografie
Volgens het United States Census Bureau beslaat de plaats een oppervlakte van 1,3 km², geheel bestaande uit land. Dayville ligt op ongeveer 725 m boven zeeniveau.

## Plaatsen in de nabije omgeving
De onderstaande figuur toont nabijgelegen plaatsen in een straal van 48 km rond Dayville.